# Лобусов, Андрей Яковлевич
Андрей Яковлевич Лобусов (17 июня 1951, Москва — 13 июля 2010) — российский, ранее советский, шахматный композитор; гроссмейстер (1993) и арбитр (1987) по шахматной композиции. Автор ряда статей по вопросам шахматной композиции. Товаровед. С 1962 опубликовал 240 задач, преимущественно двух- и трёхходовки. На конкурсах удостоен свыше 200 отличий, в том числе 95 призов (42 — первых). Финалист 7 личных чемпионатов СССР (1973—1987).
Чемпион СССР (1983) и Москвы (1977—1978) по разделу трёхходовок. В области трёхходовки любимая тема — циклы с нестандартными механизмами.

## Задача
|   | a | b | c | d | e | f | g | h |   |
| - | --- | --- | --- | --- | --- | --- | --- | --- | - |
| 8 | c8 чёрный слон · e8 белая ладья · h8 белый слон · b7 чёрная пешка · c7 белый король · d7 чёрный конь · e6 белый конь · h6 чёрная пешка · c5 чёрная пешка · f5 белая пешка · h5 белая ладья · b4 чёрная пешка · c4 белый слон · e4 чёрный король · f4 белая пешка · g4 белый конь · b3 белая пешка · d3 чёрная пешка · c2 чёрный конь · e2 чёрная пешка · g2 белая пешка · f1 чёрная ладья | c8 чёрный слон · e8 белая ладья · h8 белый слон · b7 чёрная пешка · c7 белый король · d7 чёрный конь · e6 белый конь · h6 чёрная пешка · c5 чёрная пешка · f5 белая пешка · h5 белая ладья · b4 чёрная пешка · c4 белый слон · e4 чёрный король · f4 белая пешка · g4 белый конь · b3 белая пешка · d3 чёрная пешка · c2 чёрный конь · e2 чёрная пешка · g2 белая пешка · f1 чёрная ладья | c8 чёрный слон · e8 белая ладья · h8 белый слон · b7 чёрная пешка · c7 белый король · d7 чёрный конь · e6 белый конь · h6 чёрная пешка · c5 чёрная пешка · f5 белая пешка · h5 белая ладья · b4 чёрная пешка · c4 белый слон · e4 чёрный король · f4 белая пешка · g4 белый конь · b3 белая пешка · d3 чёрная пешка · c2 чёрный конь · e2 чёрная пешка · g2 белая пешка · f1 чёрная ладья | c8 чёрный слон · e8 белая ладья · h8 белый слон · b7 чёрная пешка · c7 белый король · d7 чёрный конь · e6 белый конь · h6 чёрная пешка · c5 чёрная пешка · f5 белая пешка · h5 белая ладья · b4 чёрная пешка · c4 белый слон · e4 чёрный король · f4 белая пешка · g4 белый конь · b3 белая пешка · d3 чёрная пешка · c2 чёрный конь · e2 чёрная пешка · g2 белая пешка · f1 чёрная ладья | c8 чёрный слон · e8 белая ладья · h8 белый слон · b7 чёрная пешка · c7 белый король · d7 чёрный конь · e6 белый конь · h6 чёрная пешка · c5 чёрная пешка · f5 белая пешка · h5 белая ладья · b4 чёрная пешка · c4 белый слон · e4 чёрный король · f4 белая пешка · g4 белый конь · b3 белая пешка · d3 чёрная пешка · c2 чёрный конь · e2 чёрная пешка · g2 белая пешка · f1 чёрная ладья | c8 чёрный слон · e8 белая ладья · h8 белый слон · b7 чёрная пешка · c7 белый король · d7 чёрный конь · e6 белый конь · h6 чёрная пешка · c5 чёрная пешка · f5 белая пешка · h5 белая ладья · b4 чёрная пешка · c4 белый слон · e4 чёрный король · f4 белая пешка · g4 белый конь · b3 белая пешка · d3 чёрная пешка · c2 чёрный конь · e2 чёрная пешка · g2 белая пешка · f1 чёрная ладья | c8 чёрный слон · e8 белая ладья · h8 белый слон · b7 чёрная пешка · c7 белый король · d7 чёрный конь · e6 белый конь · h6 чёрная пешка · c5 чёрная пешка · f5 белая пешка · h5 белая ладья · b4 чёрная пешка · c4 белый слон · e4 чёрный король · f4 белая пешка · g4 белый конь · b3 белая пешка · d3 чёрная пешка · c2 чёрный конь · e2 чёрная пешка · g2 белая пешка · f1 чёрная ладья | c8 чёрный слон · e8 белая ладья · h8 белый слон · b7 чёрная пешка · c7 белый король · d7 чёрный конь · e6 белый конь · h6 чёрная пешка · c5 чёрная пешка · f5 белая пешка · h5 белая ладья · b4 чёрная пешка · c4 белый слон · e4 чёрный король · f4 белая пешка · g4 белый конь · b3 белая пешка · d3 чёрная пешка · c2 чёрный конь · e2 чёрная пешка · g2 белая пешка · f1 чёрная ладья | 8 |
| 7 | c8 чёрный слон · e8 белая ладья · h8 белый слон · b7 чёрная пешка · c7 белый король · d7 чёрный конь · e6 белый конь · h6 чёрная пешка · c5 чёрная пешка · f5 белая пешка · h5 белая ладья · b4 чёрная пешка · c4 белый слон · e4 чёрный король · f4 белая пешка · g4 белый конь · b3 белая пешка · d3 чёрная пешка · c2 чёрный конь · e2 чёрная пешка · g2 белая пешка · f1 чёрная ладья | c8 чёрный слон · e8 белая ладья · h8 белый слон · b7 чёрная пешка · c7 белый король · d7 чёрный конь · e6 белый конь · h6 чёрная пешка · c5 чёрная пешка · f5 белая пешка · h5 белая ладья · b4 чёрная пешка · c4 белый слон · e4 чёрный король · f4 белая пешка · g4 белый конь · b3 белая пешка · d3 чёрная пешка · c2 чёрный конь · e2 чёрная пешка · g2 белая пешка · f1 чёрная ладья | c8 чёрный слон · e8 белая ладья · h8 белый слон · b7 чёрная пешка · c7 белый король · d7 чёрный конь · e6 белый конь · h6 чёрная пешка · c5 чёрная пешка · f5 белая пешка · h5 белая ладья · b4 чёрная пешка · c4 белый слон · e4 чёрный король · f4 белая пешка · g4 белый конь · b3 белая пешка · d3 чёрная пешка · c2 чёрный конь · e2 чёрная пешка · g2 белая пешка · f1 чёрная ладья | c8 чёрный слон · e8 белая ладья · h8 белый слон · b7 чёрная пешка · c7 белый король · d7 чёрный конь · e6 белый конь · h6 чёрная пешка · c5 чёрная пешка · f5 белая пешка · h5 белая ладья · b4 чёрная пешка · c4 белый слон · e4 чёрный король · f4 белая пешка · g4 белый конь · b3 белая пешка · d3 чёрная пешка · c2 чёрный конь · e2 чёрная пешка · g2 белая пешка · f1 чёрная ладья | c8 чёрный слон · e8 белая ладья · h8 белый слон · b7 чёрная пешка · c7 белый король · d7 чёрный конь · e6 белый конь · h6 чёрная пешка · c5 чёрная пешка · f5 белая пешка · h5 белая ладья · b4 чёрная пешка · c4 белый слон · e4 чёрный король · f4 белая пешка · g4 белый конь · b3 белая пешка · d3 чёрная пешка · c2 чёрный конь · e2 чёрная пешка · g2 белая пешка · f1 чёрная ладья | c8 чёрный слон · e8 белая ладья · h8 белый слон · b7 чёрная пешка · c7 белый король · d7 чёрный конь · e6 белый конь · h6 чёрная пешка · c5 чёрная пешка · f5 белая пешка · h5 белая ладья · b4 чёрная пешка · c4 белый слон · e4 чёрный король · f4 белая пешка · g4 белый конь · b3 белая пешка · d3 чёрная пешка · c2 чёрный конь · e2 чёрная пешка · g2 белая пешка · f1 чёрная ладья | c8 чёрный слон · e8 белая ладья · h8 белый слон · b7 чёрная пешка · c7 белый король · d7 чёрный конь · e6 белый конь · h6 чёрная пешка · c5 чёрная пешка · f5 белая пешка · h5 белая ладья · b4 чёрная пешка · c4 белый слон · e4 чёрный король · f4 белая пешка · g4 белый конь · b3 белая пешка · d3 чёрная пешка · c2 чёрный конь · e2 чёрная пешка · g2 белая пешка · f1 чёрная ладья | c8 чёрный слон · e8 белая ладья · h8 белый слон · b7 чёрная пешка · c7 белый король · d7 чёрный конь · e6 белый конь · h6 чёрная пешка · c5 чёрная пешка · f5 белая пешка · h5 белая ладья · b4 чёрная пешка · c4 белый слон · e4 чёрный король · f4 белая пешка · g4 белый конь · b3 белая пешка · d3 чёрная пешка · c2 чёрный конь · e2 чёрная пешка · g2 белая пешка · f1 чёрная ладья | 7 |
| 6 | c8 чёрный слон · e8 белая ладья · h8 белый слон · b7 чёрная пешка · c7 белый король · d7 чёрный конь · e6 белый конь · h6 чёрная пешка · c5 чёрная пешка · f5 белая пешка · h5 белая ладья · b4 чёрная пешка · c4 белый слон · e4 чёрный король · f4 белая пешка · g4 белый конь · b3 белая пешка · d3 чёрная пешка · c2 чёрный конь · e2 чёрная пешка · g2 белая пешка · f1 чёрная ладья | c8 чёрный слон · e8 белая ладья · h8 белый слон · b7 чёрная пешка · c7 белый король · d7 чёрный конь · e6 белый конь · h6 чёрная пешка · c5 чёрная пешка · f5 белая пешка · h5 белая ладья · b4 чёрная пешка · c4 белый слон · e4 чёрный король · f4 белая пешка · g4 белый конь · b3 белая пешка · d3 чёрная пешка · c2 чёрный конь · e2 чёрная пешка · g2 белая пешка · f1 чёрная ладья | c8 чёрный слон · e8 белая ладья · h8 белый слон · b7 чёрная пешка · c7 белый король · d7 чёрный конь · e6 белый конь · h6 чёрная пешка · c5 чёрная пешка · f5 белая пешка · h5 белая ладья · b4 чёрная пешка · c4 белый слон · e4 чёрный король · f4 белая пешка · g4 белый конь · b3 белая пешка · d3 чёрная пешка · c2 чёрный конь · e2 чёрная пешка · g2 белая пешка · f1 чёрная ладья | c8 чёрный слон · e8 белая ладья · h8 белый слон · b7 чёрная пешка · c7 белый король · d7 чёрный конь · e6 белый конь · h6 чёрная пешка · c5 чёрная пешка · f5 белая пешка · h5 белая ладья · b4 чёрная пешка · c4 белый слон · e4 чёрный король · f4 белая пешка · g4 белый конь · b3 белая пешка · d3 чёрная пешка · c2 чёрный конь · e2 чёрная пешка · g2 белая пешка · f1 чёрная ладья | c8 чёрный слон · e8 белая ладья · h8 белый слон · b7 чёрная пешка · c7 белый король · d7 чёрный конь · e6 белый конь · h6 чёрная пешка · c5 чёрная пешка · f5 белая пешка · h5 белая ладья · b4 чёрная пешка · c4 белый слон · e4 чёрный король · f4 белая пешка · g4 белый конь · b3 белая пешка · d3 чёрная пешка · c2 чёрный конь · e2 чёрная пешка · g2 белая пешка · f1 чёрная ладья | c8 чёрный слон · e8 белая ладья · h8 белый слон · b7 чёрная пешка · c7 белый король · d7 чёрный конь · e6 белый конь · h6 чёрная пешка · c5 чёрная пешка · f5 белая пешка · h5 белая ладья · b4 чёрная пешка · c4 белый слон · e4 чёрный король · f4 белая пешка · g4 белый конь · b3 белая пешка · d3 чёрная пешка · c2 чёрный конь · e2 чёрная пешка · g2 белая пешка · f1 чёрная ладья | c8 чёрный слон · e8 белая ладья · h8 белый слон · b7 чёрная пешка · c7 белый король · d7 чёрный конь · e6 белый конь · h6 чёрная пешка · c5 чёрная пешка · f5 белая пешка · h5 белая ладья · b4 чёрная пешка · c4 белый слон · e4 чёрный король · f4 белая пешка · g4 белый конь · b3 белая пешка · d3 чёрная пешка · c2 чёрный конь · e2 чёрная пешка · g2 белая пешка · f1 чёрная ладья | c8 чёрный слон · e8 белая ладья · h8 белый слон · b7 чёрная пешка · c7 белый король · d7 чёрный конь · e6 белый конь · h6 чёрная пешка · c5 чёрная пешка · f5 белая пешка · h5 белая ладья · b4 чёрная пешка · c4 белый слон · e4 чёрный король · f4 белая пешка · g4 белый конь · b3 белая пешка · d3 чёрная пешка · c2 чёрный конь · e2 чёрная пешка · g2 белая пешка · f1 чёрная ладья | 6 |
| 5 | c8 чёрный слон · e8 белая ладья · h8 белый слон · b7 чёрная пешка · c7 белый король · d7 чёрный конь · e6 белый конь · h6 чёрная пешка · c5 чёрная пешка · f5 белая пешка · h5 белая ладья · b4 чёрная пешка · c4 белый слон · e4 чёрный король · f4 белая пешка · g4 белый конь · b3 белая пешка · d3 чёрная пешка · c2 чёрный конь · e2 чёрная пешка · g2 белая пешка · f1 чёрная ладья | c8 чёрный слон · e8 белая ладья · h8 белый слон · b7 чёрная пешка · c7 белый король · d7 чёрный конь · e6 белый конь · h6 чёрная пешка · c5 чёрная пешка · f5 белая пешка · h5 белая ладья · b4 чёрная пешка · c4 белый слон · e4 чёрный король · f4 белая пешка · g4 белый конь · b3 белая пешка · d3 чёрная пешка · c2 чёрный конь · e2 чёрная пешка · g2 белая пешка · f1 чёрная ладья | c8 чёрный слон · e8 белая ладья · h8 белый слон · b7 чёрная пешка · c7 белый король · d7 чёрный конь · e6 белый конь · h6 чёрная пешка · c5 чёрная пешка · f5 белая пешка · h5 белая ладья · b4 чёрная пешка · c4 белый слон · e4 чёрный король · f4 белая пешка · g4 белый конь · b3 белая пешка · d3 чёрная пешка · c2 чёрный конь · e2 чёрная пешка · g2 белая пешка · f1 чёрная ладья | c8 чёрный слон · e8 белая ладья · h8 белый слон · b7 чёрная пешка · c7 белый король · d7 чёрный конь · e6 белый конь · h6 чёрная пешка · c5 чёрная пешка · f5 белая пешка · h5 белая ладья · b4 чёрная пешка · c4 белый слон · e4 чёрный король · f4 белая пешка · g4 белый конь · b3 белая пешка · d3 чёрная пешка · c2 чёрный конь · e2 чёрная пешка · g2 белая пешка · f1 чёрная ладья | c8 чёрный слон · e8 белая ладья · h8 белый слон · b7 чёрная пешка · c7 белый король · d7 чёрный конь · e6 белый конь · h6 чёрная пешка · c5 чёрная пешка · f5 белая пешка · h5 белая ладья · b4 чёрная пешка · c4 белый слон · e4 чёрный король · f4 белая пешка · g4 белый конь · b3 белая пешка · d3 чёрная пешка · c2 чёрный конь · e2 чёрная пешка · g2 белая пешка · f1 чёрная ладья | c8 чёрный слон · e8 белая ладья · h8 белый слон · b7 чёрная пешка · c7 белый король · d7 чёрный конь · e6 белый конь · h6 чёрная пешка · c5 чёрная пешка · f5 белая пешка · h5 белая ладья · b4 чёрная пешка · c4 белый слон · e4 чёрный король · f4 белая пешка · g4 белый конь · b3 белая пешка · d3 чёрная пешка · c2 чёрный конь · e2 чёрная пешка · g2 белая пешка · f1 чёрная ладья | c8 чёрный слон · e8 белая ладья · h8 белый слон · b7 чёрная пешка · c7 белый король · d7 чёрный конь · e6 белый конь · h6 чёрная пешка · c5 чёрная пешка · f5 белая пешка · h5 белая ладья · b4 чёрная пешка · c4 белый слон · e4 чёрный король · f4 белая пешка · g4 белый конь · b3 белая пешка · d3 чёрная пешка · c2 чёрный конь · e2 чёрная пешка · g2 белая пешка · f1 чёрная ладья | c8 чёрный слон · e8 белая ладья · h8 белый слон · b7 чёрная пешка · c7 белый король · d7 чёрный конь · e6 белый конь · h6 чёрная пешка · c5 чёрная пешка · f5 белая пешка · h5 белая ладья · b4 чёрная пешка · c4 белый слон · e4 чёрный король · f4 белая пешка · g4 белый конь · b3 белая пешка · d3 чёрная пешка · c2 чёрный конь · e2 чёрная пешка · g2 белая пешка · f1 чёрная ладья | 5 |
| 4 | c8 чёрный слон · e8 белая ладья · h8 белый слон · b7 чёрная пешка · c7 белый король · d7 чёрный конь · e6 белый конь · h6 чёрная пешка · c5 чёрная пешка · f5 белая пешка · h5 белая ладья · b4 чёрная пешка · c4 белый слон · e4 чёрный король · f4 белая пешка · g4 белый конь · b3 белая пешка · d3 чёрная пешка · c2 чёрный конь · e2 чёрная пешка · g2 белая пешка · f1 чёрная ладья | c8 чёрный слон · e8 белая ладья · h8 белый слон · b7 чёрная пешка · c7 белый король · d7 чёрный конь · e6 белый конь · h6 чёрная пешка · c5 чёрная пешка · f5 белая пешка · h5 белая ладья · b4 чёрная пешка · c4 белый слон · e4 чёрный король · f4 белая пешка · g4 белый конь · b3 белая пешка · d3 чёрная пешка · c2 чёрный конь · e2 чёрная пешка · g2 белая пешка · f1 чёрная ладья | c8 чёрный слон · e8 белая ладья · h8 белый слон · b7 чёрная пешка · c7 белый король · d7 чёрный конь · e6 белый конь · h6 чёрная пешка · c5 чёрная пешка · f5 белая пешка · h5 белая ладья · b4 чёрная пешка · c4 белый слон · e4 чёрный король · f4 белая пешка · g4 белый конь · b3 белая пешка · d3 чёрная пешка · c2 чёрный конь · e2 чёрная пешка · g2 белая пешка · f1 чёрная ладья | c8 чёрный слон · e8 белая ладья · h8 белый слон · b7 чёрная пешка · c7 белый король · d7 чёрный конь · e6 белый конь · h6 чёрная пешка · c5 чёрная пешка · f5 белая пешка · h5 белая ладья · b4 чёрная пешка · c4 белый слон · e4 чёрный король · f4 белая пешка · g4 белый конь · b3 белая пешка · d3 чёрная пешка · c2 чёрный конь · e2 чёрная пешка · g2 белая пешка · f1 чёрная ладья | c8 чёрный слон · e8 белая ладья · h8 белый слон · b7 чёрная пешка · c7 белый король · d7 чёрный конь · e6 белый конь · h6 чёрная пешка · c5 чёрная пешка · f5 белая пешка · h5 белая ладья · b4 чёрная пешка · c4 белый слон · e4 чёрный король · f4 белая пешка · g4 белый конь · b3 белая пешка · d3 чёрная пешка · c2 чёрный конь · e2 чёрная пешка · g2 белая пешка · f1 чёрная ладья | c8 чёрный слон · e8 белая ладья · h8 белый слон · b7 чёрная пешка · c7 белый король · d7 чёрный конь · e6 белый конь · h6 чёрная пешка · c5 чёрная пешка · f5 белая пешка · h5 белая ладья · b4 чёрная пешка · c4 белый слон · e4 чёрный король · f4 белая пешка · g4 белый конь · b3 белая пешка · d3 чёрная пешка · c2 чёрный конь · e2 чёрная пешка · g2 белая пешка · f1 чёрная ладья | c8 чёрный слон · e8 белая ладья · h8 белый слон · b7 чёрная пешка · c7 белый король · d7 чёрный конь · e6 белый конь · h6 чёрная пешка · c5 чёрная пешка · f5 белая пешка · h5 белая ладья · b4 чёрная пешка · c4 белый слон · e4 чёрный король · f4 белая пешка · g4 белый конь · b3 белая пешка · d3 чёрная пешка · c2 чёрный конь · e2 чёрная пешка · g2 белая пешка · f1 чёрная ладья | c8 чёрный слон · e8 белая ладья · h8 белый слон · b7 чёрная пешка · c7 белый король · d7 чёрный конь · e6 белый конь · h6 чёрная пешка · c5 чёрная пешка · f5 белая пешка · h5 белая ладья · b4 чёрная пешка · c4 белый слон · e4 чёрный король · f4 белая пешка · g4 белый конь · b3 белая пешка · d3 чёрная пешка · c2 чёрный конь · e2 чёрная пешка · g2 белая пешка · f1 чёрная ладья | 4 |
| 3 | c8 чёрный слон · e8 белая ладья · h8 белый слон · b7 чёрная пешка · c7 белый король · d7 чёрный конь · e6 белый конь · h6 чёрная пешка · c5 чёрная пешка · f5 белая пешка · h5 белая ладья · b4 чёрная пешка · c4 белый слон · e4 чёрный король · f4 белая пешка · g4 белый конь · b3 белая пешка · d3 чёрная пешка · c2 чёрный конь · e2 чёрная пешка · g2 белая пешка · f1 чёрная ладья | c8 чёрный слон · e8 белая ладья · h8 белый слон · b7 чёрная пешка · c7 белый король · d7 чёрный конь · e6 белый конь · h6 чёрная пешка · c5 чёрная пешка · f5 белая пешка · h5 белая ладья · b4 чёрная пешка · c4 белый слон · e4 чёрный король · f4 белая пешка · g4 белый конь · b3 белая пешка · d3 чёрная пешка · c2 чёрный конь · e2 чёрная пешка · g2 белая пешка · f1 чёрная ладья | c8 чёрный слон · e8 белая ладья · h8 белый слон · b7 чёрная пешка · c7 белый король · d7 чёрный конь · e6 белый конь · h6 чёрная пешка · c5 чёрная пешка · f5 белая пешка · h5 белая ладья · b4 чёрная пешка · c4 белый слон · e4 чёрный король · f4 белая пешка · g4 белый конь · b3 белая пешка · d3 чёрная пешка · c2 чёрный конь · e2 чёрная пешка · g2 белая пешка · f1 чёрная ладья | c8 чёрный слон · e8 белая ладья · h8 белый слон · b7 чёрная пешка · c7 белый король · d7 чёрный конь · e6 белый конь · h6 чёрная пешка · c5 чёрная пешка · f5 белая пешка · h5 белая ладья · b4 чёрная пешка · c4 белый слон · e4 чёрный король · f4 белая пешка · g4 белый конь · b3 белая пешка · d3 чёрная пешка · c2 чёрный конь · e2 чёрная пешка · g2 белая пешка · f1 чёрная ладья | c8 чёрный слон · e8 белая ладья · h8 белый слон · b7 чёрная пешка · c7 белый король · d7 чёрный конь · e6 белый конь · h6 чёрная пешка · c5 чёрная пешка · f5 белая пешка · h5 белая ладья · b4 чёрная пешка · c4 белый слон · e4 чёрный король · f4 белая пешка · g4 белый конь · b3 белая пешка · d3 чёрная пешка · c2 чёрный конь · e2 чёрная пешка · g2 белая пешка · f1 чёрная ладья | c8 чёрный слон · e8 белая ладья · h8 белый слон · b7 чёрная пешка · c7 белый король · d7 чёрный конь · e6 белый конь · h6 чёрная пешка · c5 чёрная пешка · f5 белая пешка · h5 белая ладья · b4 чёрная пешка · c4 белый слон · e4 чёрный король · f4 белая пешка · g4 белый конь · b3 белая пешка · d3 чёрная пешка · c2 чёрный конь · e2 чёрная пешка · g2 белая пешка · f1 чёрная ладья | c8 чёрный слон · e8 белая ладья · h8 белый слон · b7 чёрная пешка · c7 белый король · d7 чёрный конь · e6 белый конь · h6 чёрная пешка · c5 чёрная пешка · f5 белая пешка · h5 белая ладья · b4 чёрная пешка · c4 белый слон · e4 чёрный король · f4 белая пешка · g4 белый конь · b3 белая пешка · d3 чёрная пешка · c2 чёрный конь · e2 чёрная пешка · g2 белая пешка · f1 чёрная ладья | c8 чёрный слон · e8 белая ладья · h8 белый слон · b7 чёрная пешка · c7 белый король · d7 чёрный конь · e6 белый конь · h6 чёрная пешка · c5 чёрная пешка · f5 белая пешка · h5 белая ладья · b4 чёрная пешка · c4 белый слон · e4 чёрный король · f4 белая пешка · g4 белый конь · b3 белая пешка · d3 чёрная пешка · c2 чёрный конь · e2 чёрная пешка · g2 белая пешка · f1 чёрная ладья | 3 |
| 2 | c8 чёрный слон · e8 белая ладья · h8 белый слон · b7 чёрная пешка · c7 белый король · d7 чёрный конь · e6 белый конь · h6 чёрная пешка · c5 чёрная пешка · f5 белая пешка · h5 белая ладья · b4 чёрная пешка · c4 белый слон · e4 чёрный король · f4 белая пешка · g4 белый конь · b3 белая пешка · d3 чёрная пешка · c2 чёрный конь · e2 чёрная пешка · g2 белая пешка · f1 чёрная ладья | c8 чёрный слон · e8 белая ладья · h8 белый слон · b7 чёрная пешка · c7 белый король · d7 чёрный конь · e6 белый конь · h6 чёрная пешка · c5 чёрная пешка · f5 белая пешка · h5 белая ладья · b4 чёрная пешка · c4 белый слон · e4 чёрный король · f4 белая пешка · g4 белый конь · b3 белая пешка · d3 чёрная пешка · c2 чёрный конь · e2 чёрная пешка · g2 белая пешка · f1 чёрная ладья | c8 чёрный слон · e8 белая ладья · h8 белый слон · b7 чёрная пешка · c7 белый король · d7 чёрный конь · e6 белый конь · h6 чёрная пешка · c5 чёрная пешка · f5 белая пешка · h5 белая ладья · b4 чёрная пешка · c4 белый слон · e4 чёрный король · f4 белая пешка · g4 белый конь · b3 белая пешка · d3 чёрная пешка · c2 чёрный конь · e2 чёрная пешка · g2 белая пешка · f1 чёрная ладья | c8 чёрный слон · e8 белая ладья · h8 белый слон · b7 чёрная пешка · c7 белый король · d7 чёрный конь · e6 белый конь · h6 чёрная пешка · c5 чёрная пешка · f5 белая пешка · h5 белая ладья · b4 чёрная пешка · c4 белый слон · e4 чёрный король · f4 белая пешка · g4 белый конь · b3 белая пешка · d3 чёрная пешка · c2 чёрный конь · e2 чёрная пешка · g2 белая пешка · f1 чёрная ладья | c8 чёрный слон · e8 белая ладья · h8 белый слон · b7 чёрная пешка · c7 белый король · d7 чёрный конь · e6 белый конь · h6 чёрная пешка · c5 чёрная пешка · f5 белая пешка · h5 белая ладья · b4 чёрная пешка · c4 белый слон · e4 чёрный король · f4 белая пешка · g4 белый конь · b3 белая пешка · d3 чёрная пешка · c2 чёрный конь · e2 чёрная пешка · g2 белая пешка · f1 чёрная ладья | c8 чёрный слон · e8 белая ладья · h8 белый слон · b7 чёрная пешка · c7 белый король · d7 чёрный конь · e6 белый конь · h6 чёрная пешка · c5 чёрная пешка · f5 белая пешка · h5 белая ладья · b4 чёрная пешка · c4 белый слон · e4 чёрный король · f4 белая пешка · g4 белый конь · b3 белая пешка · d3 чёрная пешка · c2 чёрный конь · e2 чёрная пешка · g2 белая пешка · f1 чёрная ладья | c8 чёрный слон · e8 белая ладья · h8 белый слон · b7 чёрная пешка · c7 белый король · d7 чёрный конь · e6 белый конь · h6 чёрная пешка · c5 чёрная пешка · f5 белая пешка · h5 белая ладья · b4 чёрная пешка · c4 белый слон · e4 чёрный король · f4 белая пешка · g4 белый конь · b3 белая пешка · d3 чёрная пешка · c2 чёрный конь · e2 чёрная пешка · g2 белая пешка · f1 чёрная ладья | c8 чёрный слон · e8 белая ладья · h8 белый слон · b7 чёрная пешка · c7 белый король · d7 чёрный конь · e6 белый конь · h6 чёрная пешка · c5 чёрная пешка · f5 белая пешка · h5 белая ладья · b4 чёрная пешка · c4 белый слон · e4 чёрный король · f4 белая пешка · g4 белый конь · b3 белая пешка · d3 чёрная пешка · c2 чёрный конь · e2 чёрная пешка · g2 белая пешка · f1 чёрная ладья | 2 |
| 1 | c8 чёрный слон · e8 белая ладья · h8 белый слон · b7 чёрная пешка · c7 белый король · d7 чёрный конь · e6 белый конь · h6 чёрная пешка · c5 чёрная пешка · f5 белая пешка · h5 белая ладья · b4 чёрная пешка · c4 белый слон · e4 чёрный король · f4 белая пешка · g4 белый конь · b3 белая пешка · d3 чёрная пешка · c2 чёрный конь · e2 чёрная пешка · g2 белая пешка · f1 чёрная ладья | c8 чёрный слон · e8 белая ладья · h8 белый слон · b7 чёрная пешка · c7 белый король · d7 чёрный конь · e6 белый конь · h6 чёрная пешка · c5 чёрная пешка · f5 белая пешка · h5 белая ладья · b4 чёрная пешка · c4 белый слон · e4 чёрный король · f4 белая пешка · g4 белый конь · b3 белая пешка · d3 чёрная пешка · c2 чёрный конь · e2 чёрная пешка · g2 белая пешка · f1 чёрная ладья | c8 чёрный слон · e8 белая ладья · h8 белый слон · b7 чёрная пешка · c7 белый король · d7 чёрный конь · e6 белый конь · h6 чёрная пешка · c5 чёрная пешка · f5 белая пешка · h5 белая ладья · b4 чёрная пешка · c4 белый слон · e4 чёрный король · f4 белая пешка · g4 белый конь · b3 белая пешка · d3 чёрная пешка · c2 чёрный конь · e2 чёрная пешка · g2 белая пешка · f1 чёрная ладья | c8 чёрный слон · e8 белая ладья · h8 белый слон · b7 чёрная пешка · c7 белый король · d7 чёрный конь · e6 белый конь · h6 чёрная пешка · c5 чёрная пешка · f5 белая пешка · h5 белая ладья · b4 чёрная пешка · c4 белый слон · e4 чёрный король · f4 белая пешка · g4 белый конь · b3 белая пешка · d3 чёрная пешка · c2 чёрный конь · e2 чёрная пешка · g2 белая пешка · f1 чёрная ладья | c8 чёрный слон · e8 белая ладья · h8 белый слон · b7 чёрная пешка · c7 белый король · d7 чёрный конь · e6 белый конь · h6 чёрная пешка · c5 чёрная пешка · f5 белая пешка · h5 белая ладья · b4 чёрная пешка · c4 белый слон · e4 чёрный король · f4 белая пешка · g4 белый конь · b3 белая пешка · d3 чёрная пешка · c2 чёрный конь · e2 чёрная пешка · g2 белая пешка · f1 чёрная ладья | c8 чёрный слон · e8 белая ладья · h8 белый слон · b7 чёрная пешка · c7 белый король · d7 чёрный конь · e6 белый конь · h6 чёрная пешка · c5 чёрная пешка · f5 белая пешка · h5 белая ладья · b4 чёрная пешка · c4 белый слон · e4 чёрный король · f4 белая пешка · g4 белый конь · b3 белая пешка · d3 чёрная пешка · c2 чёрный конь · e2 чёрная пешка · g2 белая пешка · f1 чёрная ладья | c8 чёрный слон · e8 белая ладья · h8 белый слон · b7 чёрная пешка · c7 белый король · d7 чёрный конь · e6 белый конь · h6 чёрная пешка · c5 чёрная пешка · f5 белая пешка · h5 белая ладья · b4 чёрная пешка · c4 белый слон · e4 чёрный король · f4 белая пешка · g4 белый конь · b3 белая пешка · d3 чёрная пешка · c2 чёрный конь · e2 чёрная пешка · g2 белая пешка · f1 чёрная ладья | c8 чёрный слон · e8 белая ладья · h8 белый слон · b7 чёрная пешка · c7 белый король · d7 чёрный конь · e6 белый конь · h6 чёрная пешка · c5 чёрная пешка · f5 белая пешка · h5 белая ладья · b4 чёрная пешка · c4 белый слон · e4 чёрный король · f4 белая пешка · g4 белый конь · b3 белая пешка · d3 чёрная пешка · c2 чёрный конь · e2 чёрная пешка · g2 белая пешка · f1 чёрная ладья | 1 |
|   | a | b | c | d | e | f | g | h |   |

1.Лd8! с угрозой 2.Cd5+ Кр:d5 3.Kf6X, 

1. ... Ke3 2.Kf6+ К:f6 3.C:d3X, 

1. ... d2 2.Cd3+ Kp:d3 3.К:c5X и 

1. ... Л:f4 2.К:с5+ К:с5 3.Cd5X 
 
Угроза и варианты образуют замкнутый цикл чередующихся вторых и матующих ходов.